# Resolució 2396 del Consell de Seguretat de les Nacions Unides
La Resolució 2396 del Consell de Seguretat de les Nacions Unides fou adoptada per unanimitat el 21 de desembre de 2017. El Consell va demanar als països que adoptessin mesures addicionals sobre el control de fronteres, la justícia, l'intercanvi d'informació i la lluita contra l'extremisme perquè molts dels lluitadors estrangers que havien deixat Síria i Iraq volien tornar quan Estat Islàmic gairebé hi era derrotat.
Segons el subdirector general de la UNOCT Vladimir Voronkov, fins a 40.000 estrangers s'han unit als grups terroristes a Síria i a l'Iraq. Uns 5.600 d'ells havien tornat als 33 països d'origen; alguns per dur a terme atacs o reclutar nous combatents.

## Observacions
Els Estats Units havien tingut un paper destacat en la realització d'aquesta resolució. El país ha estat utilitzant les tecnologies d'identificació que s'han convertit en obligatòries durant anys.
A Egipte li hauria agradat vincular els recursos financers amb l'obligació d'implementar aquestes tecnologies. El país també va voler fer obligatori la transmissió d'informació sobre sospitosos de terrorisme a Interpol.

## Contingut
El retorn dels combatents estrangers era una amenaça creixent. Hi havia qui volia fer atacs al seu país d'origen. Alguns grups terroristes com ISIS també en van recórrer. Les presons podrien ser centres de radicalització. Per tant, els terroristes atrapats havien de ser supervisats adequadament. Les presons també havien de complir amb les "normes de Nelson Mandela"; un estàndard mínim acordat el 2015 per al tractament dels detinguts.
La Resolució 2178 imputa delictes greus als països que recluten i financen terroristes estrangers. Es va instar a tots els països a treballar junts contra això amb eficàcia.
També es va demanar als països que introduïssin controls fronterers efectius i que prenguessin mesures contra la falsificació de documents d'identitat i de viatge. Quan capturessin un sospitós de terrorisme, havien d'advertir-se mútuament. Des d'octubre de 2017, els estats membres de l'Organització d'Aviació Civil Internacional (OACI) van exigir que les línies aèries passessin informació sobre els passatgers al país de destinació abans que es realitzés un vol. Tots els països també havien de demanar i processar les dades del PNR, mantenir una llista de sospitosos de terrorisme i conservar dades biomètriques com ara empremtes dactilars, fotos i reconeixement facial. També se'ls va demanar que compartissin aquesta informació i que utilitzés les bases de dades d'Interpol.
Una gran preocupació era que els terroristes es comunicaven a través d'Internet. A iniciativa de la Direcció Executiva del Comitè contra el Terrorisme el sector informàtic, el món acadèmic i els governs van treballar junts per interrompre aquesta comunicació, tot salvaguardant les llibertats fonamentals. També era important que els països desenvolupessin una estratègia per contrarestar la retòrica dels grups terroristes i detectar i intervenir els individus radicalitzats.
Es va subratllar que totes les mesures adoptades havien d'ajustar-se al dret internacional.